# Gralha-de-nuca-cinzenta
A gralha-de-nuca-cinzenta (Coloeus monedula), também chamada gralho, chuca ou cuneta, é uma ave da família Corvidae (corvos)

## Características
- Comprimento: 33 cm
- Envergadura: 64 a 73 cm
- Peso: 220 a 270 g
- Longevidade: 14 anos

“As vocalizações produzidas, como um grasnar metálico, são inconfundíveis e são ouvidas a distâncias consideráveis, especialmente quando se agregam em bandos de algumas dezenas de aves, em busca de alimento”.

## Distribuição
Esta ave tem uma distribuição bastante ampla. Pode ser encontrada desde o Norte de África (Marrocos, Argélia, Senegal, Egipto), até praticamente toda a Europa, e Ásia, incluindo a Sibéria.

## Habitat
Esta ave pode ser encontrada numa grande variedade de habitats. Desde as planícies até às montanhas, geralmente no acima dos 1200 metros de altitude, passando por falésias marítimas, florestas, campos agrícolas, parques de cidades e edifícios em ruínas.

## Reprodução
Estas aves vivem e nidificam em grandes colónias, sendo os acasalamentos vitalícios. Os ninhos situam-se normalmente em cavidades ou nichos nas paredes. São feitos com ramos, ervas, raízes e guarnecidos com penas, lã e crinas de outros animais.
A postura é de 3 a 7 ovos e ocorre durante os meses de Abril a Junho. O período de incubação é de 16 a 18 dias e as crias são alimentadas por ambos os pais e abandonam o ninho com aproximadamente um mês de idade.

## Alimentação
A gralha-de-nuca-cinzenta é uma ave omnívora. Alimenta-se de insectos, caracóis, vermes e outros invertebrados, bem como de frutas, cereais e restos de comida humana, em zonas urbanas. Pode ainda atacar ninhos para comer os ovos ou as crias. Normalmente procura a comida no chão.

## Subespécies
- C. monedula monedula
- C. monedula torquatus
- C. monedula spermologus
- C. monedula soemmerringii
- C. monedula cirtensis

## Galeria

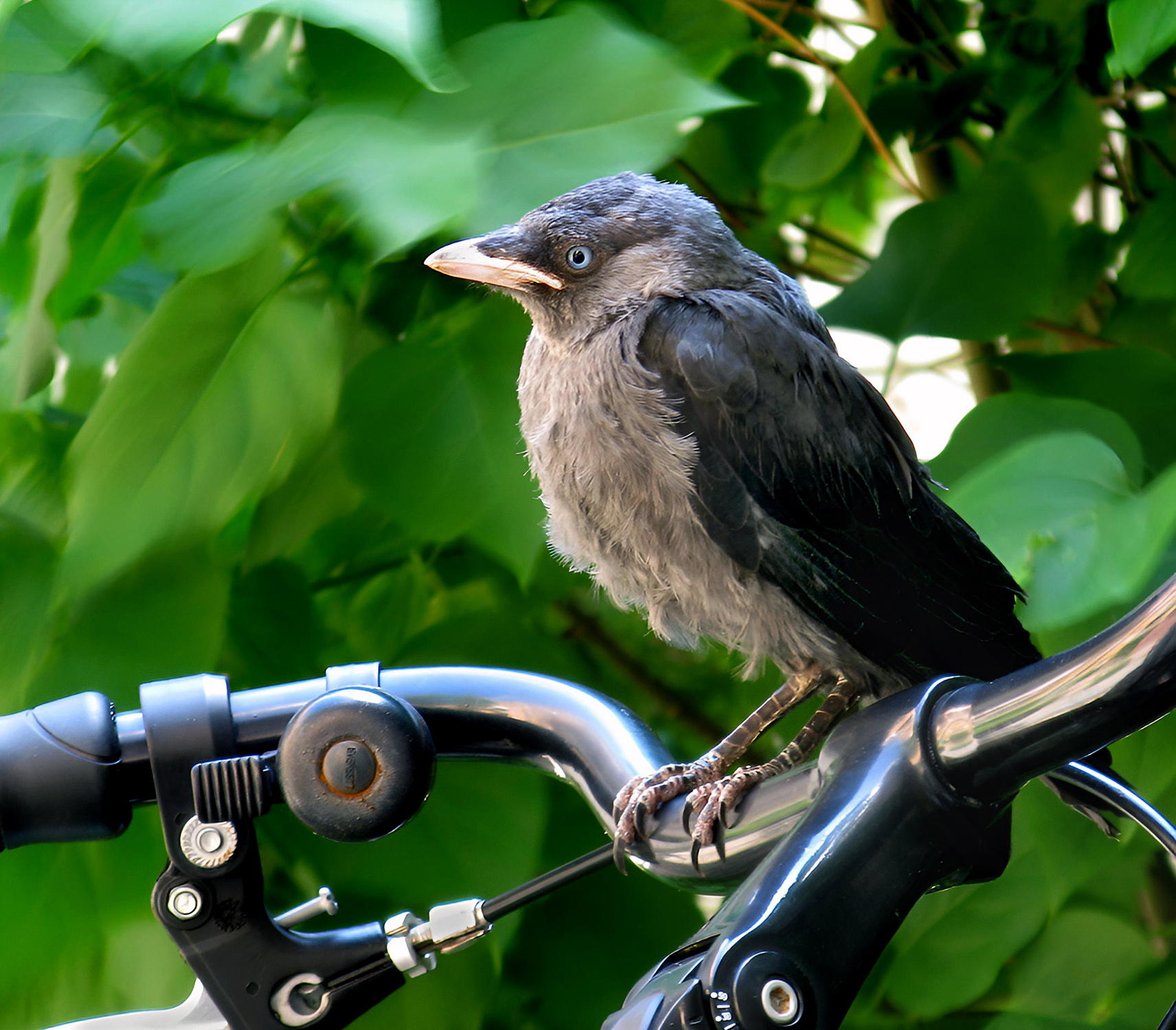
Juvenil.
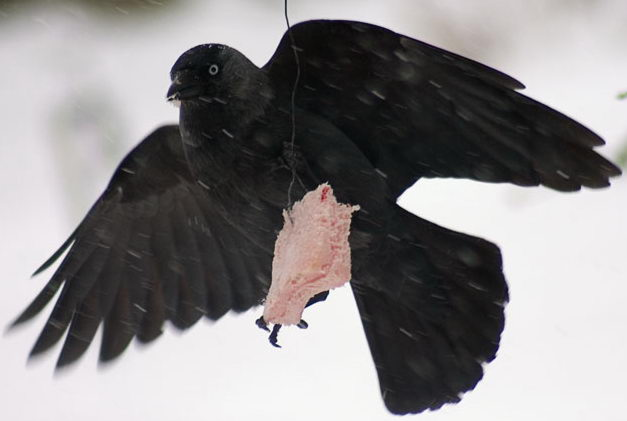
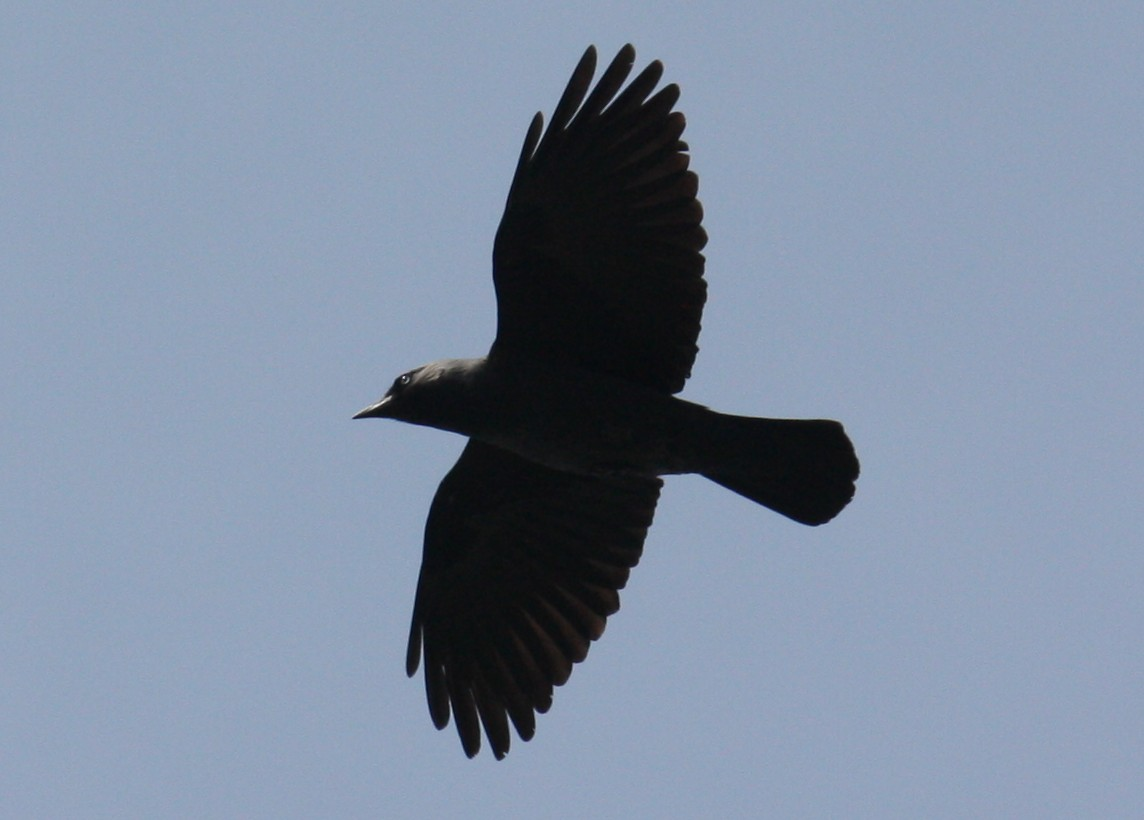
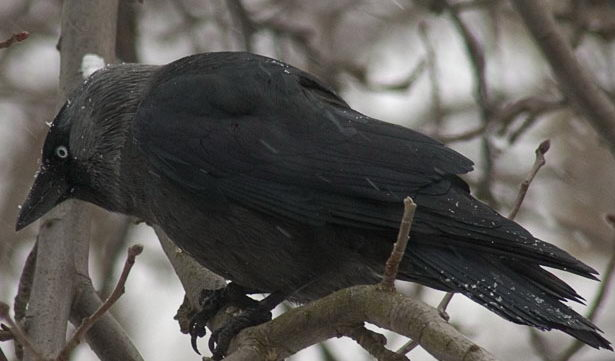
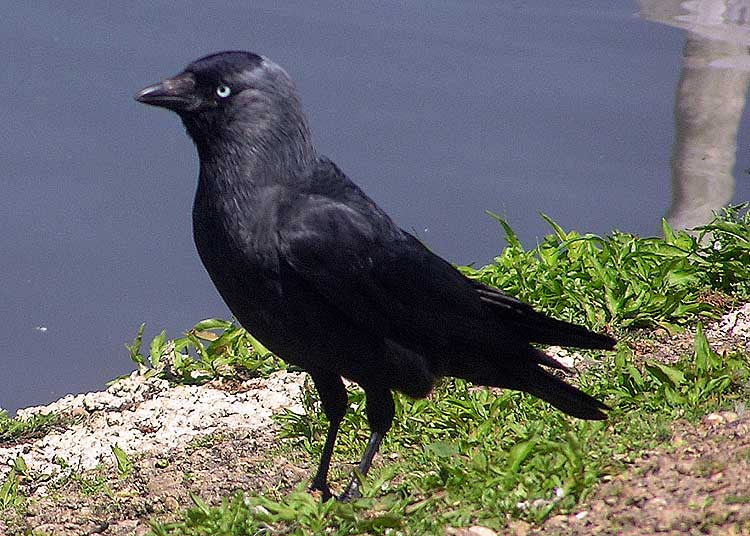
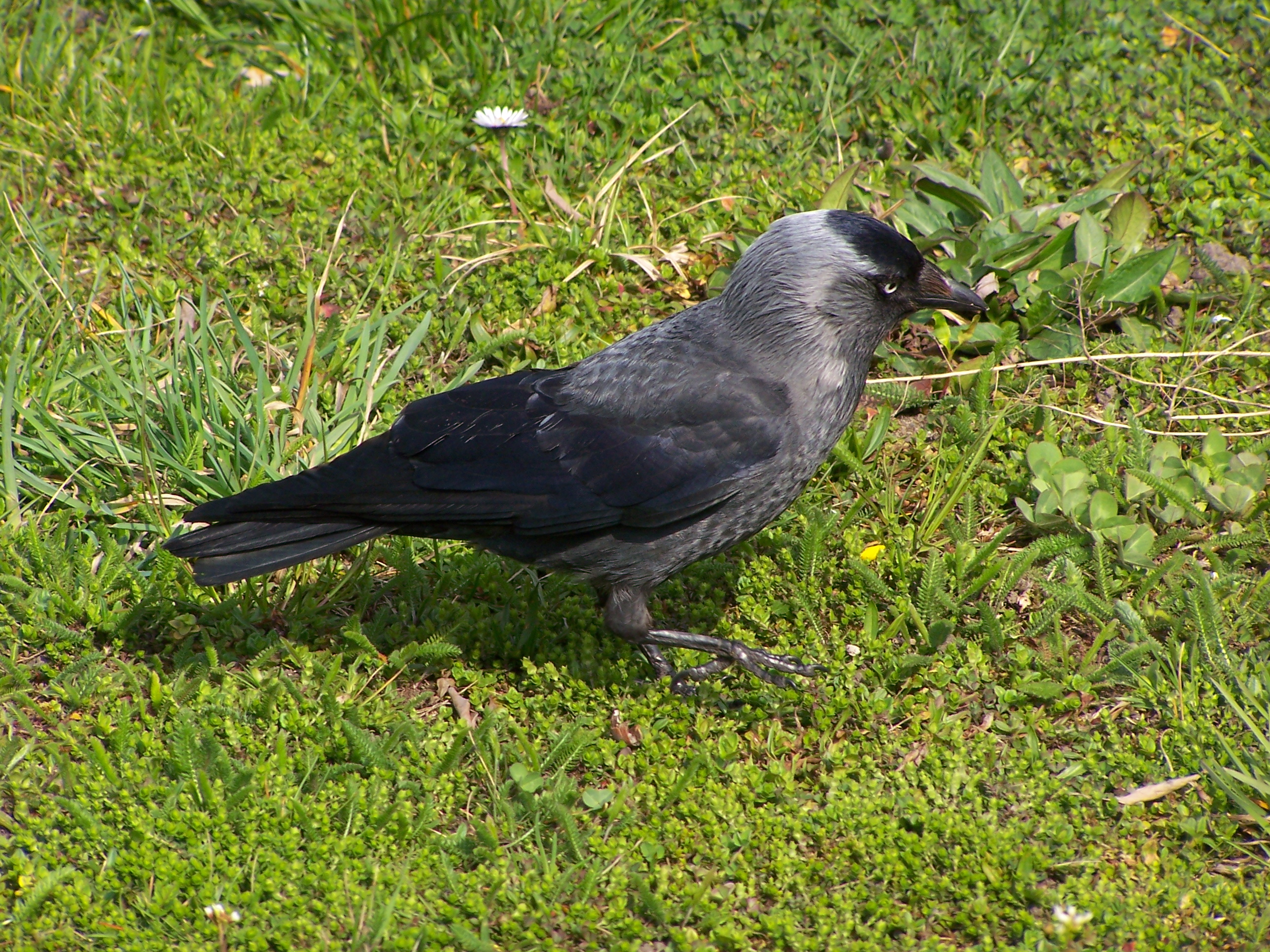
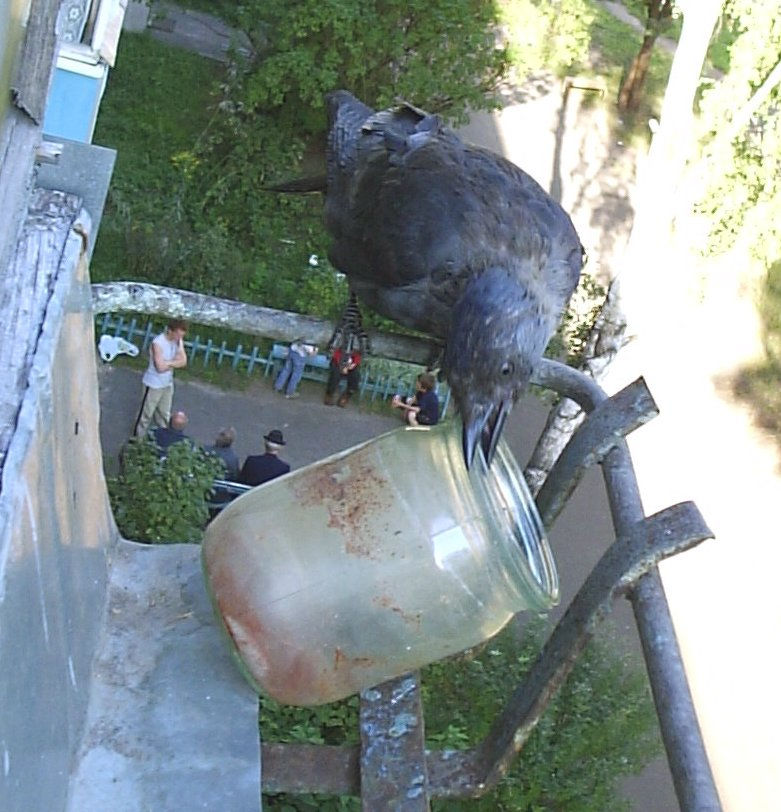
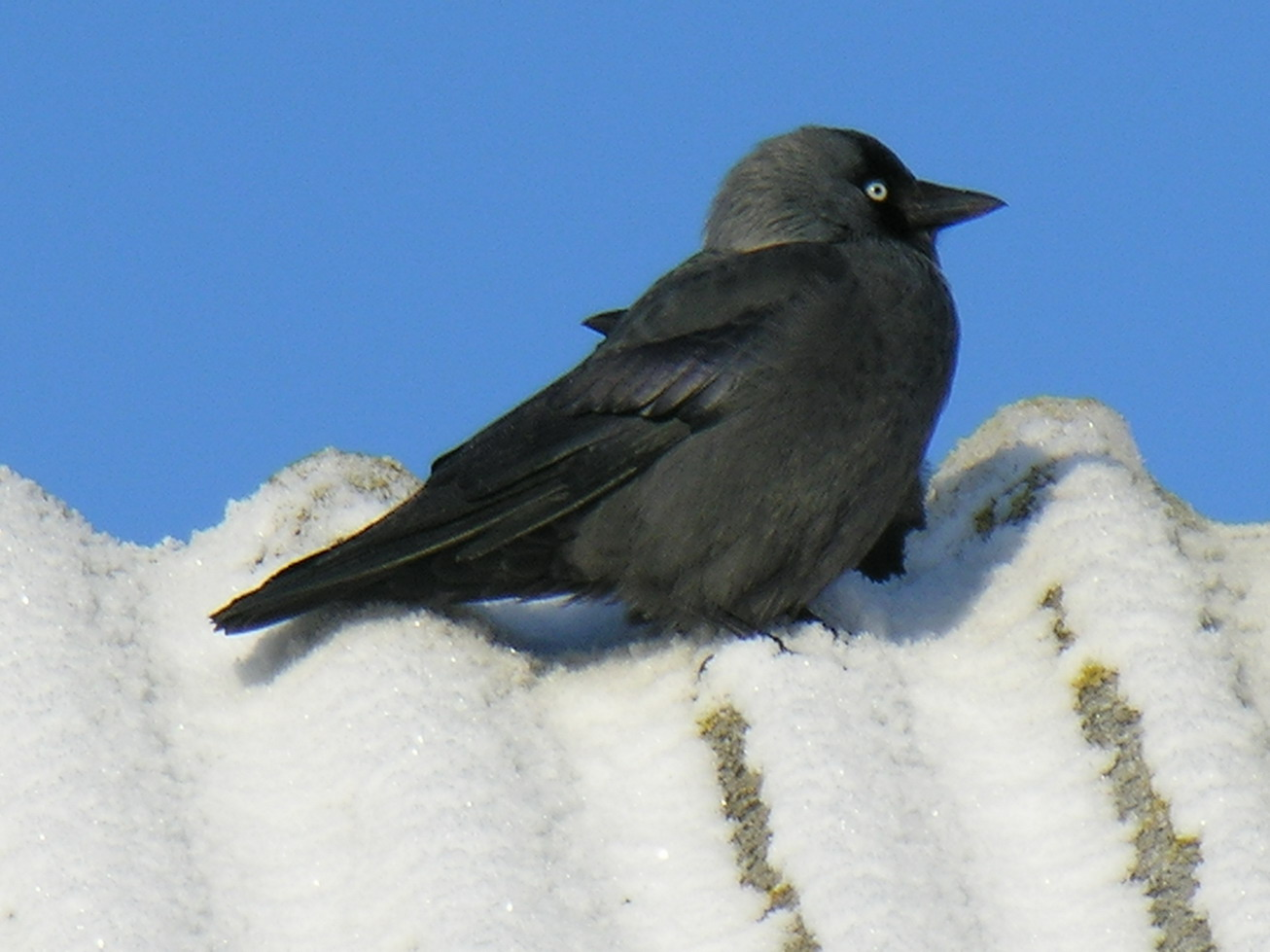
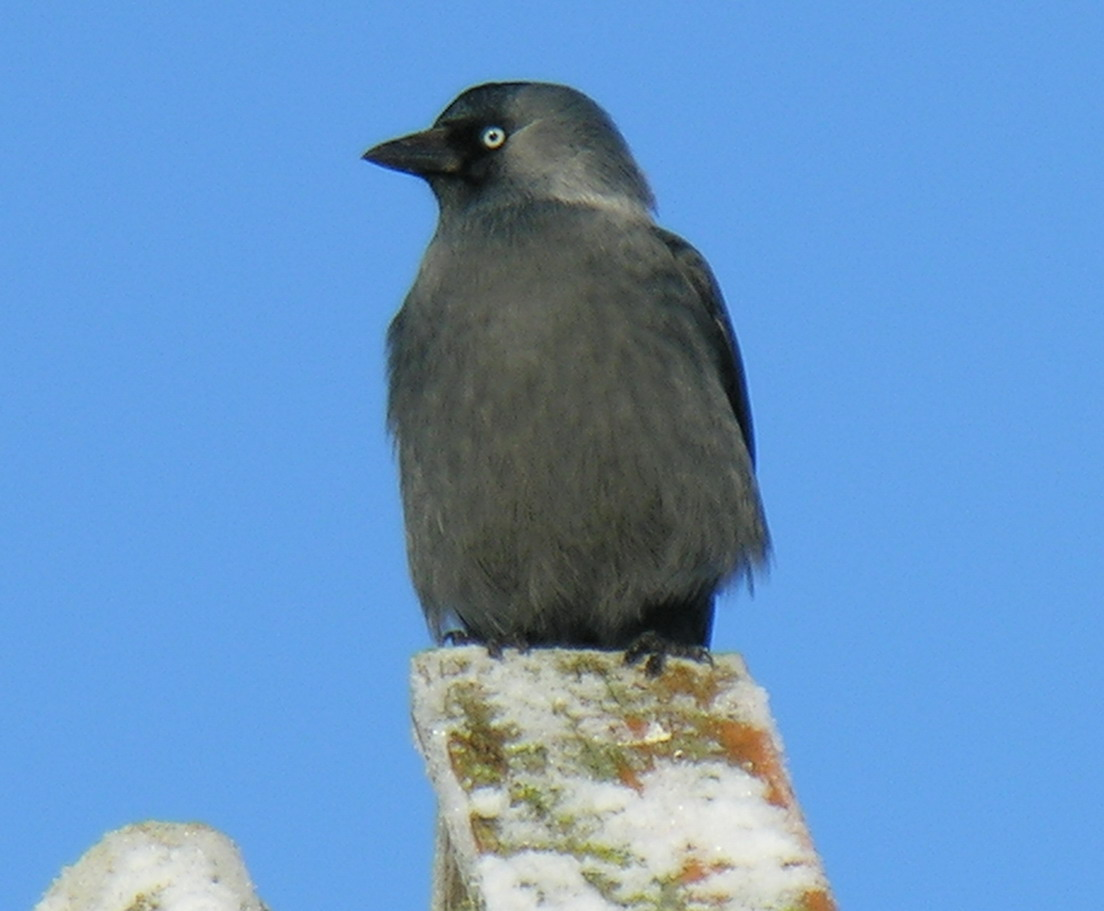
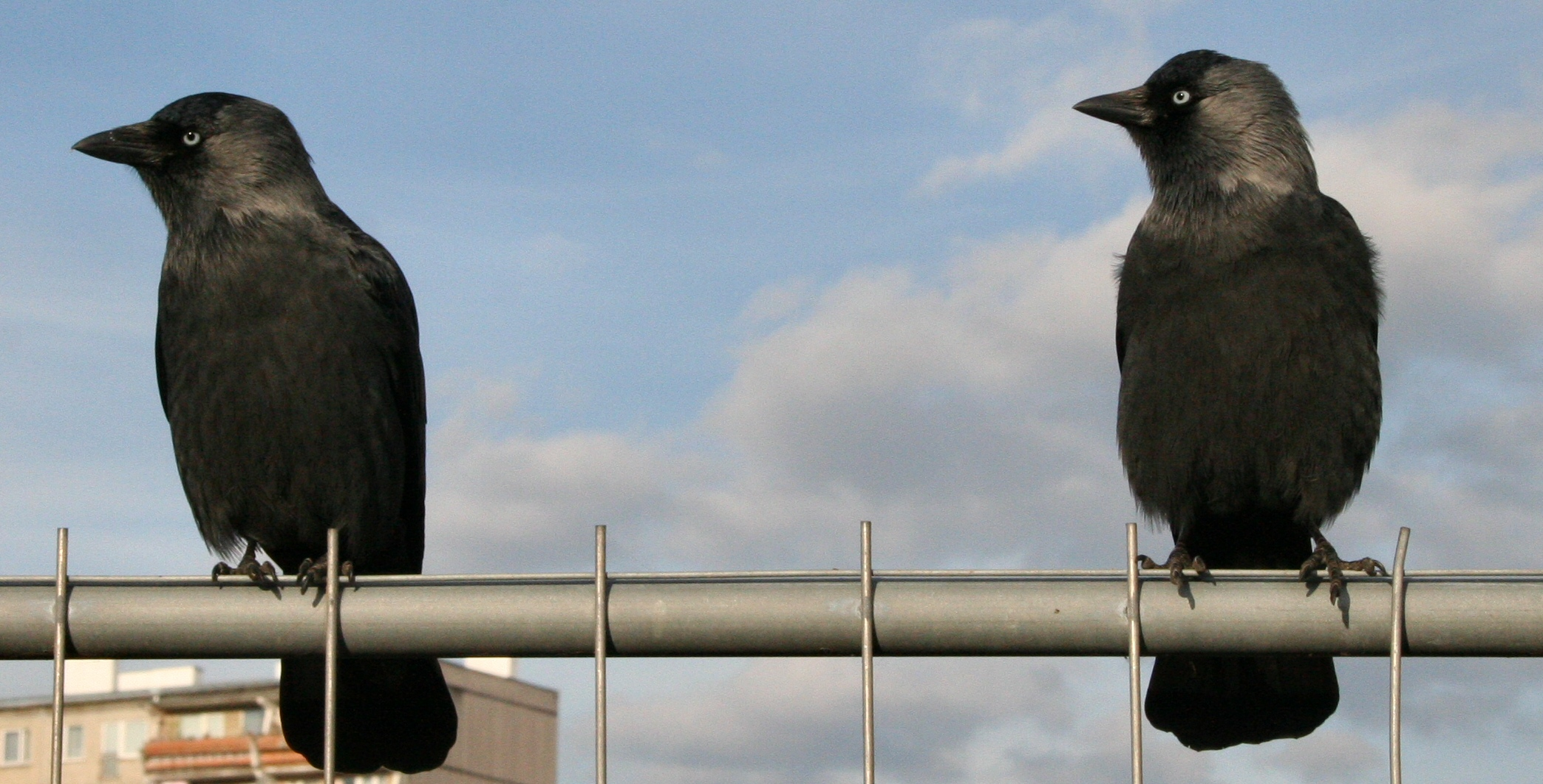
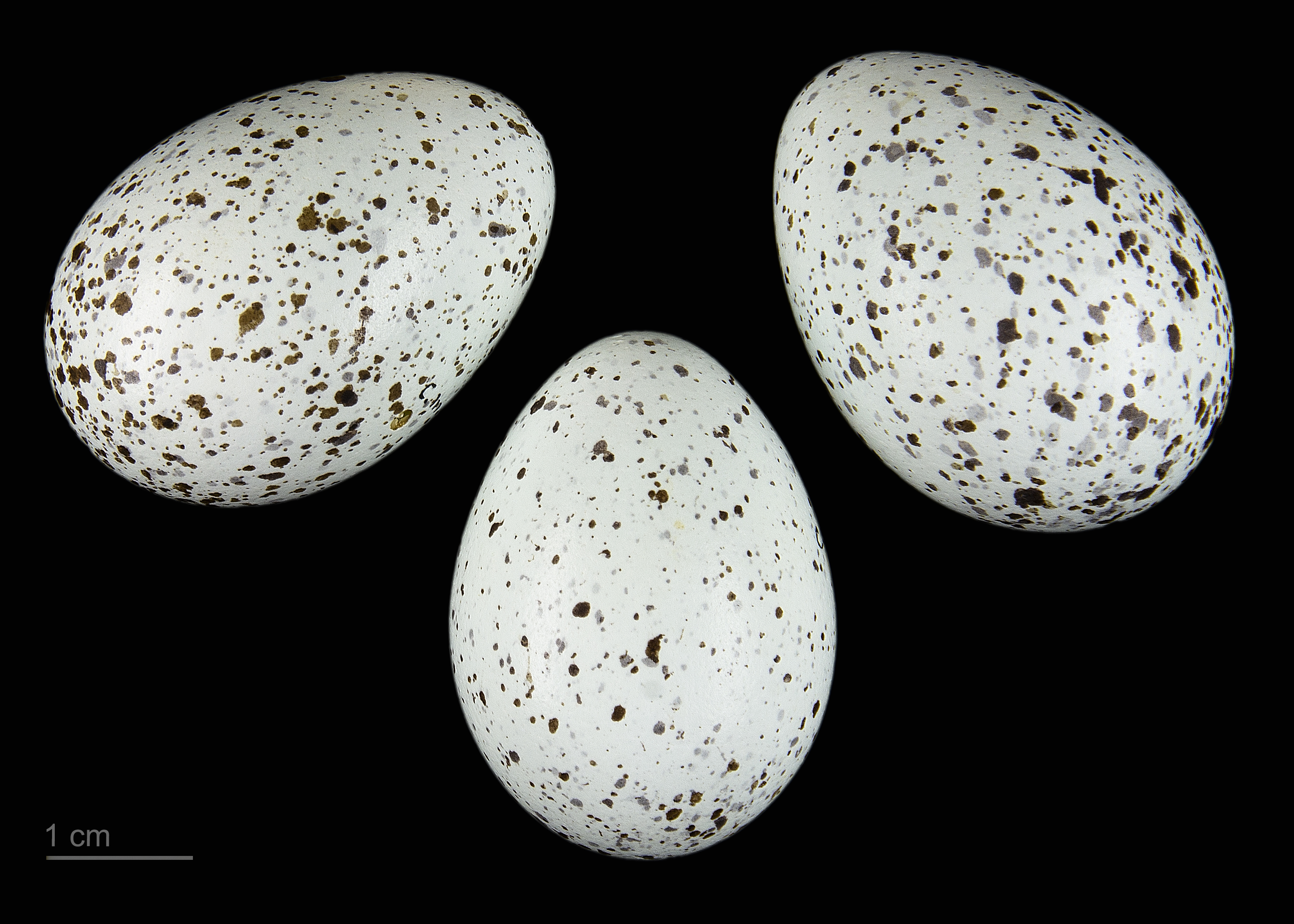
Coloeus monedula